# إسبن بورغ
إسبن بورغ (بالنرويجية البوكمول: Espen Borge)‏ هو منافس ألعاب قوى نرويجي، ولد في 8 سبتمبر 1961.

## وصلات خارجية
- إسبن بورغ على موقع الاتحاد الدولي لألعاب القوى (الإنجليزية)